# Adelheid von Lauffen
Adelheid von Lauffen (* frühestens um 1075) war die Tochter des Grafen Heinrich II. von Lauffen und der Ida von Hövel, Tochter  Bernhards I. von Werl, Graf von Hövel. Von ihnen erbte sie Hövel, Unna, Telgte und Warendorf.

## Ehen und Nachkommen
Adelheid von Lauffen war zweimal verheiratet. In erster Ehe heiratete sie frühestens um 1090 Adolf von Hövel, der spätestens ab 1101 als Adolf I. Graf von Berg war. Mit ihm hatte sie drei Söhne: Adolf II., Bruno, den späteren Erzbischof von Köln, und Eberhard, den späteren Abt des Klosters Georgenthal.
Nach dem Tod ihres Mannes im Jahr 1106 heiratete sie in zweiter Ehe Friedrich I. von Sommerschenburg († 1120), Pfalzgraf von Sachsen. Mit ihm hatte sie einen Sohn, den Pfalzgrafen Friedrich II. von Sommerschenburg, und eine Tochter, Adelheid. Diese heiratete Goswin II. von Heinsberg und wurde Mutter Goswins III. und des späteren Erzbischofes von Köln, Philipp von Heinsberg.